# 하리브 알마즈미
하리브 압둘라 수하일 알마즈미((아랍어: حارب عبد الله, Harib Abdullah Suhail Al-Mazmi, 2002년 11월 26일 ~ )는 이란의 축구 선수로, 현재 샤바브 알아흘리에서 윙어로 뛰고있다.